# Писаревский, Глеб Олегович
Глеб Оле́гович Писаре́вский (28 июня 1976, Архангельск, СССР) — российский тяжелоатлет, бронзовый призёр Олимпийских игр. Заслуженный мастер спорта России.

## Карьера
Тренировался у своего отца заслуженного тренера России Олега Глебовича Писаревского.
В 1992 году выиграл Чемпионат России среди юношей (до 16 лет) и выполнил норматив мастера спорта в категории 67,5 кг.
На Олимпийских играх 2004 года в Афинах Глеб завоевал бронзовую медаль в весовой категории до 105 килограмм.
На чемпионате Европы в 2007 году Писаревский выиграл серебро.
Не был включён в состав российской сборной на Олимпиаду 2008 года в Пекине, хотя на чемпионате России занял второе место.

## Образование
Выпускник Поморского государственного университета.

## Общественная позиция
В 2024 году являлся доверенным лицом кандидата в президенты России Владимира Путина.